# 劇場版 世界計畫 崩壞的世界與無法歌唱的初音未來
《劇場版 世界計畫 崩壞的世界與無法歌唱的初音未來》是由畑博之執導與P.A. Works製作，基於世嘉與Colorful Palette開發的手機遊戲《世界计划 缤纷舞台！ feat.初音未来》的科幻音樂題材動畫電影，於2025年1月17日在日本上映，並在同年3-4月陸續登上台港澳、東南亞、歐洲和北美等地區的大銀幕。

## 劇情
故事舞台發生在日本東京都澀谷區，講述20位青少年發現由人們的情感構成的異世界「SEKAI」的故事。每個「SEKAI」都各自有不同版本的虛擬歌手初音未來、鏡音鈴、連、巡音流歌、MEIKO和KAITO，這些虛擬歌手會以各種方式守護知曉異世界存在的青少年，幫助他們成長及面對挑戰。劇場版動畫的主角為一位外貌與其他「SEKAI」的初音未來截然不同的初音未來。該未來稱自己有想聯繫的人，但其無論怎麼歌唱，聲音都傳達不到他們耳中。她認為唯有接觸更多了解「SEKAI」存在的人，才能聯繫到他們。

## 登場角色
- 虛擬歌手
  - 初音未來：藤田咲（音源）
  - 鏡音鈴：下田麻美（音源）
  - 鏡音連：下田麻美（音源）
  - 巡音流歌：淺川悠（音源）
  - MEIKO：拜鄉芽衣子（日语：拝郷メイコ）（音源）
  - KAITO：風雅直人（音源）

- Leo/need
  - 星乃一歌：野口瑠璃子
  - 天馬咲希：礒部花凜
  - 望月穗波：上田麗奈
  - 日野森志步：中島由貴

- MORE MORE JUMP!
  - 花里實乃理：小倉唯
  - 桐谷遙：吉岡茉祐
  - 桃井愛莉：降幡愛
  - 日野森雫：本泉莉奈

- Vivid BAD SQUAD
  - 小豆澤心羽：秋奈
  - 白石杏：鷲見友美Jiena（日语：鷲見友美ジェナ）
  - 東雲彰人：今井文也
  - 青柳冬彌：伊東健人

- Wonderlands×Showtime
  - 天馬司：廣瀨大介
  - 鳳笑夢：木野日菜
  - 草薙寧寧：Machico
  - 神代類：土岐隼一

- 25點，Nightcord見。
  - 宵崎奏：楠木燈
  - 朝比奈真冬：田邊留依
  - 東雲繪名：鈴木實里
  - 曉山瑞希：佐藤日向

## 製作
在2024年7月29日《世界计划 缤纷舞台！ feat.初音未来》的網路直播節目第10回中，《劇場版 世界計畫 崩壞的世界與無法歌唱的初音未來》電影被首次公佈，將由P.A. Works繪畫、畑博之擔當導演、米內山陽子操刀劇本、秋山有希負責角色設計以及由寶野聰史譜寫配樂。另外，在原作遊戲為其角色配音的聲優亦會回歸獻聲。同年12月26日的第15回《世界計畫放送局》則進一步公開包括主題曲、片尾曲、插曲和入場特典等資訊。
該動畫電影由松竹發行，並在2025年1月17日於日本國內公映。羚邦動畫取得其代理權後將分別於同年3月28日和4月3日在台灣及港澳三地上映，北美洲方面則由GKIDS代理於2025年4月17日公映，於中南美洲、歐洲及大洋洲多國亦有上映。

### 歌曲
主題曲〈初始的未來〉（はじまりの未来）由40mP與sasakure.UK填詞、編曲及作曲，片尾曲〈Worlders〉則交予Jin作詞作曲、TeddyLoid編曲，並由全體26位角色共同演唱。該劇場版動畫還收錄了六首DECO*27的新歌曲，每首曲子皆分別編曲自六位不同的VOCALOID職人，且包含由irucaice和Ichinose LUPO 創作的插曲〈與你的戀愛大闖關〉（君恋クエスト）。此外部分V家樂曲也會在電影內客串。
| 歌名                     | 作詞、作曲 | 編曲             | 演唱                 |
| ------------------------ | ---------- | ---------------- | -------------------- |
| 〈Hello, SEKAI〉（）     | DECO*27    | tepe             | 虛擬歌手             |
| 〈SToRY〉                | DECO*27    | 堀江晶太（kemu） | Leo/need             |
| 〈FUN!!〉                | DECO*27    | Iyowa            | MORE MORE JUMP!      |
| 〈Fire Dance〉（）       | DECO*27    | Giga             | Vivid BAD SQUAD      |
| 〈Smile*Symphony〉（）   | DECO*27    | Nilfruits        | Wonderlands×Showtime |
| 〈存在於該處的光。〉（） | DECO*27    | Surii            | 25點，Nightcord見。  |

## 反應

### 票房
《劇場版 世界計畫 崩壞的世界與無法歌唱的初音未來》在日本首映前三天內售出約23萬張電影票，收獲3億日元，擠身當週日本票房第二名；同時考慮到本作於日本上映電影院館數較少，若以平均每館票房計算，將以207萬日元每館的銀幕票房收益讓它成為興行通信社公佈的該週日本週末全國票房排行榜上表現最優異的電影。截至2025年2月18日，票房收入已突破10億日元大關。在臺灣上映第三週時，累計票房約1,800萬新台幣，並獲得網路溫度計DailyView的動畫電影網路口碑排行榜第一名。

### 評價
動畫新聞網的理查·艾森拜斯（Richard Eisenbeis）讚揚《劇場版 世界計畫 崩壞的世界與無法歌唱的初音未來》擁有出色的作畫、音樂動聽以及令人印象深刻的劇情，但卻無法好好地介紹作中的任何一角，除非觀眾事前遊玩過原作，否則難以在理解作品世界觀的同時應對20多位角色人物。

## BD / DVD
藍光光碟與DVD，將於2025年10月29日發售。

## 外部連結
- 官方网站 （日語）（Archive.today的存檔，存档日期2025-01-17）
- 劇場版 世界計畫 崩壞的世界與無法歌唱的初音未來（動畫）在動畫新聞網百科全書中的資料（英文）（页面存档备份，存于）
- 互联网电影数据库（IMDb）上《劇場版 世界計畫 崩壞的世界與無法歌唱的初音未來》的资料（英文）（页面存档备份，存于）
- 爛番茄上《劇場版 世界計畫 崩壞的世界與無法歌唱的初音未來》的資料（英文）
- AllMovie上《劇場版 世界計畫 崩壞的世界與無法歌唱的初音未來》的资料（英文）
- Box Office Mojo上《劇場版 世界計畫 崩壞的世界與無法歌唱的初音未來》的资料（英文）
- 開眼電影網上《劇場版 世界計畫 崩壞的世界與無法歌唱的初音未來》的資料（繁體中文）
- 豆瓣电影上《劇場版 世界計畫 崩壞的世界與無法歌唱的初音未來》的資料 （简体中文）
- 时光网上《劇場版 世界計畫 崩壞的世界與無法歌唱的初音未來》的資料（简体中文）